# Comté du Lake of the Woods
Pour les articles homonymes, voir Lake of the Woods.

Le comté du Lake of the Woods est un comté des États-Unis, situé dans l'État du Minnesota. Sa population était de 4 522 habitants en 2000, pour une superficie de 4 597 km2. Son chef-lieu est Baudette. C'est le comté le plus septentrional des États-Unis, l'Alaska n'étant pas divisée en comtés. Il a également la particularité d'inclure l'exclave d'Elm Point, un cap situé sur la rive canadienne du lac des Bois, au nord du 49e parallèle.

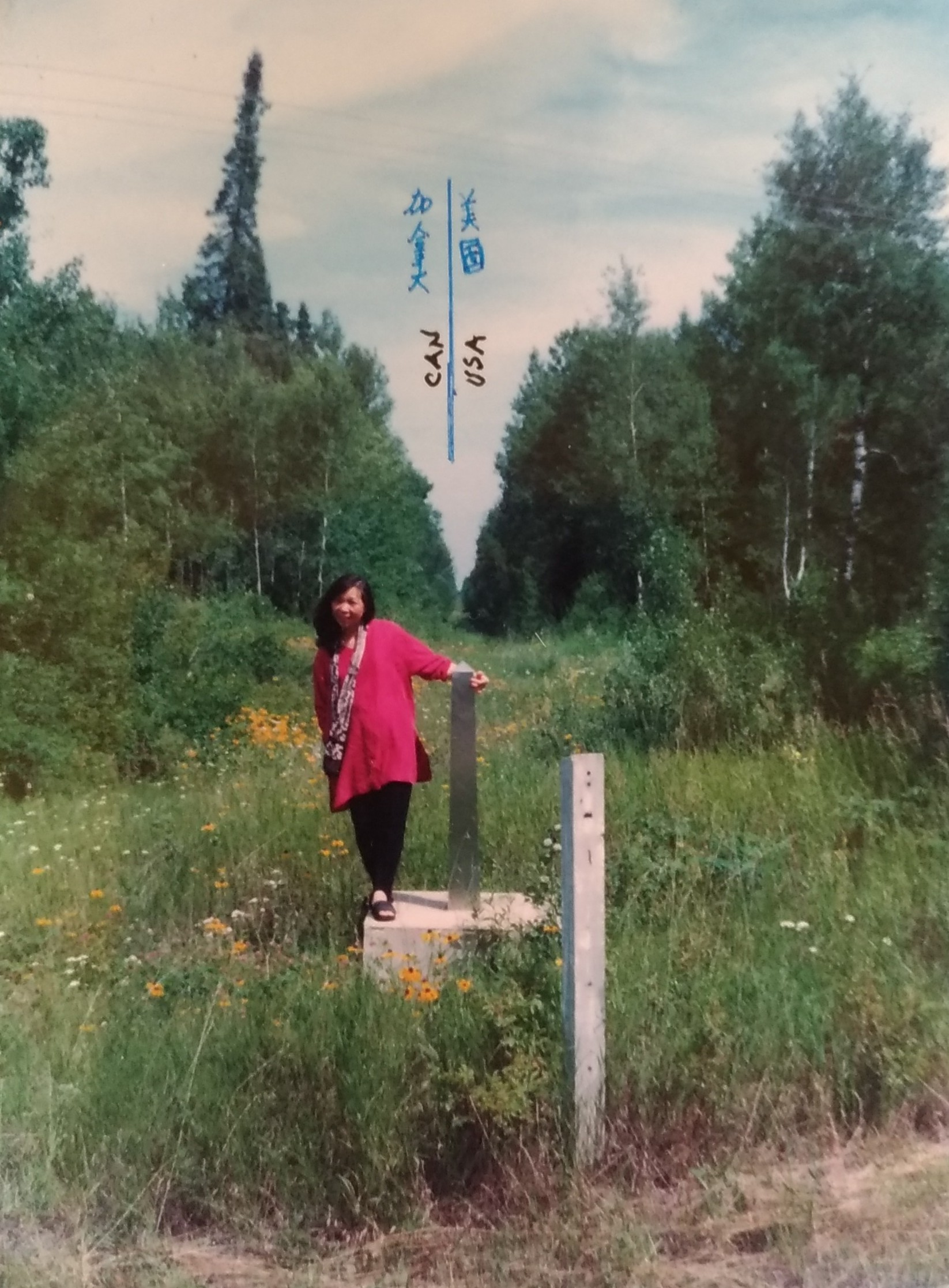
Monument frontalier canada-américain no. 919